# Pehr Eberhard Cogell
Pehr (Pierre) Eberhard Cogell, född 1734 i Stockholm, död 21 januari 1812 i Lyon, var en svensk-fransk målare.
Cogell var i sin hemstad lärjunge till Jacques-Philippe Bouchardon och Pierre Hubert L'Archevêque vid Ritakademien. Han var senare elev till Gustaf Lundberg. Han erhöll understöd av svenska staten och studerade 1763–1764 vid akademin i Köpenhamn och 1764–1766 hos Joseph Marie Vien i Paris. År 1769 slog han sig för resten av sitt liv ned i Lyon och blev bland annat lärare vid stadens ritskola och statsmålare.
Cogells produktion, som främst utgjordes av porträtt i Viens anda, har till största delen gått förlorad. Museet och akademin i Lyon har några prov på hans måleri. Även på Göteborgs konstmuseum finns ett porträtt av Cogell. Han lär även ha framträtt som landskapsmålare. Sin största insats gjorde Cogell som lärare. I det av revolutionen härjade Lyon uppehöll han ensam teckningsundervisningen till fromma för stadens sidenindustri. Till hans offentliga arbeten hör en altartavla i Blacksta kyrka 1756.
Bland idag försvunna målningar av Cogell märktes ett porträtt av Jean-Jacques Rousseau, ett av Marie-Antoinette, samt ett 1803 till Svenska konstakademin insänt självporträtt. På Nationalmuseum finns tre stycken pennteckningar av Cogell samt vid Musée des Beaux-Arts de Lyon, Musée des Arts décoratifs i Paris, Académie des sciences, belles-lettres et arts de Lyon, Musée de Grenoble och Musée Baron-Martin.
Han var son till apotekaren August Kristian Cogell och Birgitta Eleonora Ziervogel samt från 1794 gift med konstnärinnan Geneviève Privât.